# Baj Baj
Baj Baj är en ort i Indien.   Den ligger i distriktet South 24 Paraganas och delstaten Västbengalen, i den östra delen av landet, 1 300 km sydost om huvudstaden New Delhi. Baj Baj ligger 9 meter över havet och antalet invånare är 76 159.
Terrängen runt Baj Baj är mycket platt. Runt Baj Baj är det mycket tätbefolkat, med 2 431 invånare per kvadratkilometer. Närmaste större samhälle är Nangi, 5,3 km nordost om Baj Baj. Trakten runt Baj Baj består till största delen av jordbruksmark.